# Marie Osmond

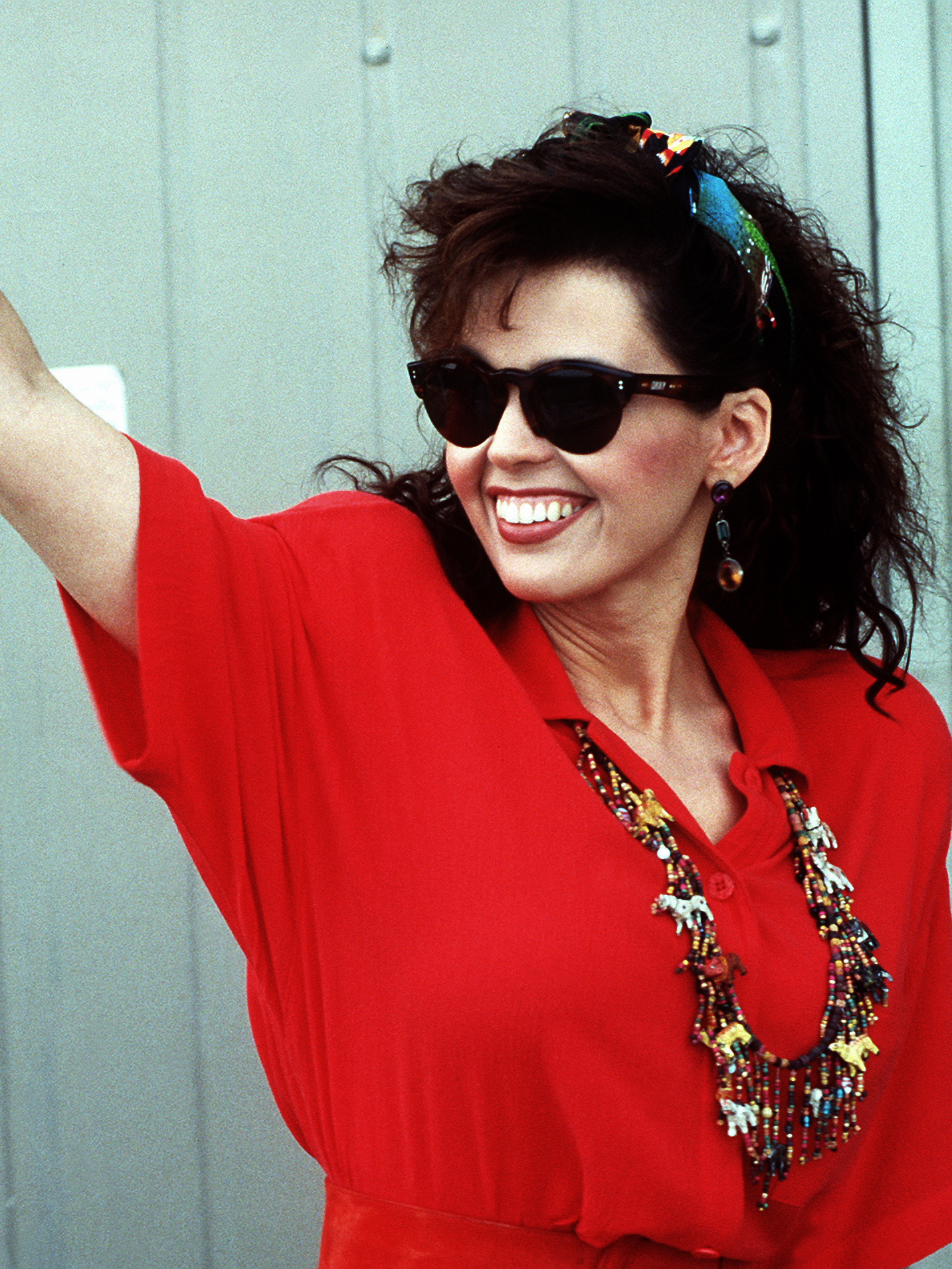
Marie Osmond

Olive Marie Osmond (ur. 13 października 1959 w Ogden, Utah) – amerykańska piosenkarka, aktorka, siostra członków popularnego w latach siedemdziesiątych boysbandu The Osmonds. Wraz z bratem Donny Osmondem prowadziła własny show telewizyjny Donny & Marie.